# Котова, Елизавета Эдуардовна
Елизавета Эдуардовна Карполь (род. 31 мая 1998, Тюмень) — российская волейболистка, центральная блокирующая.

## Биография
Родилась 31 мая 1998 года в Тюмени. Начала заниматься волейболом в местной СДЮШОР. Выступала за молодёжные клубы «Тюмень-ТюмГУ» и «Луч».
С 2016 по 2020 год выступала за «Заречье-Одинцово». В 2017 году получила звание «Мастер спорта России».
С 2020 по 2025 год выступала за команду «Уралочка-НТМК».
В августе 2021 года дебютировала в национальной сборной России на чемпионате Европы в Белграде.

## Достижения
- серебряный призёр чемпионата России 2022.
- Победитель Европейского юношеского Олимпийского летнего фестиваля 2015
- Чемпионка Европы среди девушек 2015
- Чемпионка Европы среди молодёжных команд 2016
- Серебряный призёр чемпионата мира среди молодёжных команд 2017
- Победитель Летней Универсиады 2017